# Клочко Петро Сергійович
Петро Сергійович Клочко (1894, село Борисівка Грайворонського повіту Курської губернії, тепер Борисовського району Бєлгородської області, Російська Федерація — розстріляний 31 грудня 1937, Харків) — український радянський діяч, відповідальний секретар Полтавського і Уманського окружних комітетів КП(б)У, голова Харківської міської ради. Кандидат у члени ЦК КП(б)У в листопаді 1927 — червні 1930 р. і травні — вересні 1937 р.

## Біографія
Народився в селянській родині. Закінчив початкову трирічну школу, а в 1911 році — ремісничу школу. З 1911 до 1914 року працював робітником-токарем по металу на паротяговому заводі в Харкові.
З 1915 до 1917 року служив у телеграфному батальйоні російської імператорської армії в місті Києві.
З 1917 до 1918 року — член та секретар Борисовської волосної ради Грайворонського повіту Курської губернії. У 1918—1919 роках — завідувач Борисовського волосного відділу народної освіти Грайворонського повіту Курської губернії.
Член РКП(б) з 1919 року.
З 1919 до 1920 року — політпрацівник у Червоній армії, учасник громадянської війни в Росії.
З 1920 до 1924 року — на відповідальній радянській та партійній роботі в Курській губернії.
У 1924—1925 роках — слухач партійних курсів у Москві.
У 1925—1926 роках — на відповідальній партійній роботі в Харкові.
У 1926—1927 роках — відповідальний секретар Полтавського окружного комітету КП(б)У.
У 1927—1928 роках — відповідальний секретар Уманського окружного комітету КП(б)У.
Потім працював у системі освіти.
До вересня 1930 року — відповідальний інструктор ЦК КП(б)У.
З вересня 1930 року — голова ВУК (Всеукраїнського комітету профспілок) сільськогосподарських робітників.
З лютого 1932 по 1933 рік — голова Вінницької обласної ради професійних спілок.
До травня 1937 року — 1-й секретар Червонобаварського районного комітету КП(б)У міста Харкова.
У травні — вересні 1937 року — голова Харківської міської ради.
21 вересня 1937 року заарештований органами НКВС. Розстріляний 31 грудня 1937 року в Харкові. Посмертно реабілітований 24 вересня 1957 року.